# Веттий Грат
Веттий Грат (лат. Vettius Gratus) — римский политический деятель и сенатор середины III века.

## Биография
Веттий Грат происходил из италийского рода Веттиев. Возможно, носил преномен Гай. Его отцом, предположительно, был консул 221 года Гай Веттий Грат Сабиниан, а братом — консул 242 года Гай Веттий Грат Аттик Сабиниан.
О карьере Веттия практически ничего неизвестно. В 250 году он занимал должность ординарного консула вместе с императором Децием Траяном. Его сыном, возможно, был консул 280 года Грат.